# Olena Ptchilka
Olha Petrivna Kossatch (en ukrainien : Ольга Петрівна Косач ; en russe : Ольга Петровна Косач, Olga Petrovna Kossatch ;29 juin 1849 – 4 octobre 1930), plus connue sous son nom de plume Olena Pchilka (en ukrainien : Олена Пчілка, Olena Ptchilka), est une éditrice, écrivaine, ethnologue, traductrice et féministe ukrainienne de la fin du XIXe siècle et du début du XXe siècle. Elle est la sœur de Mykhaïlo Drahomanov et la mère de sept enfants dont Lessia Oukraïnka.

## Vie personnelle et carrière
Ptchilka naît à Hadiatch dans la famille d'un petit propriétaire, Petro Iakymovytch Drahomanov. Elle reçoit une éducation basique à la maison, puis étudie à un institut pour jeunes femmes nobles de Kiev, dont elle sort en 1866.
Elle épouse Petro Antonovytch Kossatch en 1869, et déménage dans sa ville, Novohrad-Volynsky.[réf. nécessaire] C'est là qu'elle donne naissance à une de ses filles, Lessia Oukraïnka.

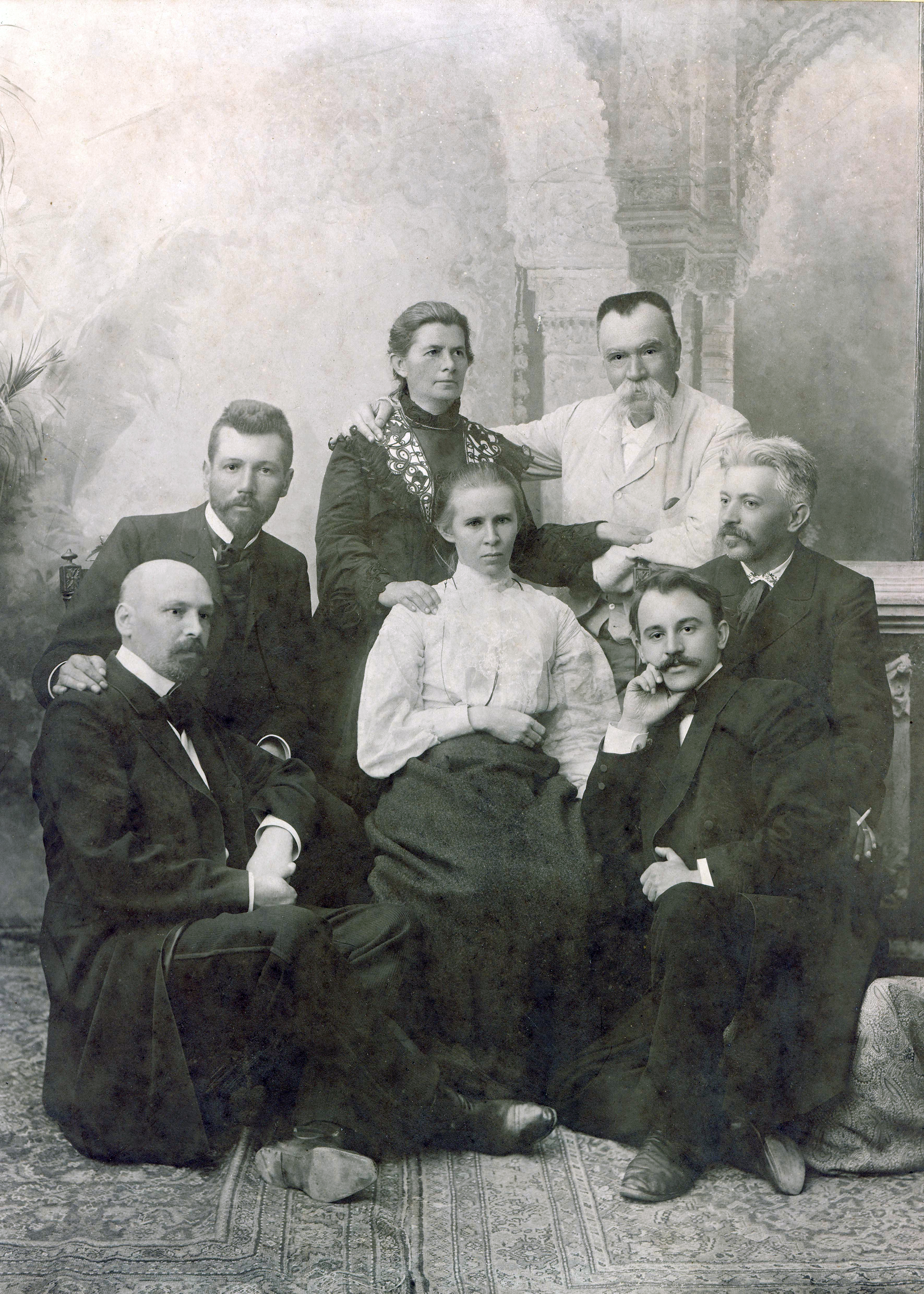
En 1903 avec Mykhaïlo Kotsioubynsky, Vassyl Stefanyk, Hnat Khotkevytch, Lessia Oukraïnka, Mykhaïlo Starytsky.

Ptchilka met par écrit des chansons folkloriques et des mœurs locales, et compile des légendes populaires de Volhynie, publiant ensuite le résultat de ses recherches. Elle traduit également en ukrainien de nombreuses œuvres majeures, en particulier les écrits d'Adam Mickiewicz, Nicolas Gogol et Alexandre Pouchkine.
Elle milite également pour le féminisme, coopérant avec Natalia Kobrynska, avec qui elle publie un almanach de Lviv. Elle rejoint le Club ukrainien qui regroupe des intellectuels ukrainiens. 
Ptchilka meurt à Kiev le 4 octobre 1930, à l'âge de 81 ans.

## Œuvres
Les œuvres de Ptchilka incluent :
- Tovarychky (1887),
- Svitlo dobra i lioubovi (1888),
- Soloviovy spiv (1889),
- Za pravdoïou (1889),
- Artychok (1907),
- Pivtora osseledsia (1908),
- la pièce de théâtre Soujena né ohoujena (1881),
- la pièce de théâtre Svitova ritch (1908).